# 洪子誠
洪子誠（1939年4月－），北京大學中文系教授、博士生導師，中國文學理論研究者。
潮汕人，在原籍廣東揭陽地級市出生長大，北京大學中文系本科畢業留校任教，著有學術專書多部，學術論文多篇。曾在日本東京大學、台灣國立彰化師範大學等校客座。
愛人么書儀是中國社會科學院文學研究所研究員（正高級職稱）。

## 專書著作
- 《當代中國文學概說》（多人合作）北京大学出版社，ISBN 9787301154267
- 《當代中國文學的藝術問題》北京大学出版社，ISBN 9787301153772
- 《中國當代文學史》北京大学出版社，ISBN 9787301121665
- 《兩意集》（與愛人么書儀合著）学苑出版社，ISBN 9787800606373

## 外部連結
- 台灣國立彰化師範大學洪子誠客座教授資料網頁[永久]